# Право на здравље
Право на здравље скуп је правних правила по којима свако има право на стандард живота који обезбеђује здравље и благостање како појединцу али и његове породице, укључујући храну, одећу, стан и лекарску негу, потребне социјалне службе, као и право на осигурање у случају незапослености, болести, неспособности, удовиштва, старости и других случајева губљења средстава за издржавање услед околности независних од његове воље.

## Основна начела
Универзалном декларацијом о људским правима, која је усвојена 10. децембра 1948. године, на Генералној скупштини ОУН-а, све њене чланице, међу којима и Република Србија, обавезале су се да обезбеде да ниједна особа не буде лишена свог права на приступ службама за лечење болести и рехабилитацију здравља као и другим службама у оквирима здравствене заштите.
Државе уговорнице наведеног споразума морају да обезбеде потпуно остваривање права на здравље, а посебно свака чланица мора предузимати следеће мере: 
- Да се бори против болести и неухрањености
- Да обезбеди приступ информисању и образовању
- Искорени праксу која угрожава здравље свих људи на њеној територији.

Типологија обавеза државе у остваривању људских права заснива се на:
Остваривању права
Које обухвата предузимање свих одговарајућих мера ради остваривања права
Поштовању прва
Држава, која мора бити на првом месту у заштити права, не сме да крши та права
Заштити права
Држава, својим инструментима заштите, мора да спречи кршење права.

## Права корисника у систему здравстве заштите
Права корисника у систему здравстве заштите (ЗЗ)а заснивају се на; индивидуалном и друштвеном праву.

### 1. Индивидуална права
Право на коришћење доступних, прихватљивих и квалитетних здравствених услуга
У том смислу, од здравствених радника се не очекује само да се старају о животу и здрављу својих пацијената, већ и да поштују: 
- Личност пацијента,
- Људско достојанство пацијента,
- Право пацијента на самоодлучивање о властитом телу.

Права пацијената
Права пацијената заузимају једно од најважнијих места јер се тичу човековог живота и здравља, а то су вредности првог реда према којима се мере све друге људске вредности.
Права пацијената, у том смислу, заснивају се пре свега на њиховој сагласности на основу инофрмисаности, праву увида у документацију, поверљивост података итд.
Посебна права
Посебна права обухватају добровољну стерилизацију, абортус, еутанаѕију, трансплантацију, експерименте на људима.

### 2. Друштвена права
Друштвена права су, здрава животна средина, храна, лекови, унапређење здравља.

## Декларације, закони и други акти о правима на здравље

### Међународне декларације о правима на здравље
- Европска повеља о правима пацијената, Рим (2002)
- Декларација о промоцији права пацијената у Европи, Амстердам (1994)
- Љубљанска повеља о реформисању здравствене заштите (1996)
- Декларација о промоцији здравља у 21. веку из Џакарте (1997)
- Конвенција о људским правима и биомедицини Савета Европе (1997)
- Декларације Светског савеза лекара;
  - Лисабонска декларација о правима пацијената,
  - Ревидирана Хелсиншка декларација о биомедицинском истраживању на човеку.

### Повеље и други акти који се односе на право на здравље у Србији
- Обавештење о заштитнику пацијентових права, Министарство здравља РС (2003);
- Повеља о правима пацијената, Фонд за отворено друштво и Центар за унапређење правних студија (2003);
- Помоћ пацијентима у остваривању њихових права, Фонд за отворено друштво и југословенско удружење за медицинско право (2004);
- Закон о здравственој заштити – одељак са правима и обавезама пацијената, Министарство здравља (2005);
- Оснивање комора здравствених радника (2006 и 2007),
- Оснивање етичких одбора у здравственим установама и Етичког одобора Србије (2007).